# Ессунга (комуна)
Комуна Ессунга (швед. Essunga kommun) — адміністративно-територіальна одиниця місцевого самоврядування, що розташована в лені Вестра-Йоталанд у південно-західній Швеції.
Ессунга 243-я за величиною території комуна Швеції. Адміністративний центр комуни — місто Носсебру.

## Населення
Населення становить 5 502 чоловік (станом на вересень 2012 року). 
| Кількість населення комуни Ессунга за 1970-2010 роки | Кількість населення комуни Ессунга за 1970-2010 роки | Кількість населення комуни Ессунга за 1970-2010 роки | Кількість населення комуни Ессунга за 1970-2010 роки | Кількість населення комуни Ессунга за 1970-2010 роки |
| ---------------------------------------------------- | ---------------------------------------------------- | ---------------------------------------------------- | ---------------------------------------------------- | ---------------------------------------------------- |
| Рік                                                  |                                                      |                                                      | Населення                                            |                                                      |
| 1970                                                 | 1970                                                 |                                                      | 5 784                                                | 5 784                                                |
| 1975                                                 | 1975                                                 |                                                      | 5 710                                                | 5 710                                                |
| 1980                                                 | 1980                                                 |                                                      | 6 061                                                | 6 061                                                |
| 1985                                                 | 1985                                                 |                                                      | 5 850                                                | 5 850                                                |
| 1990                                                 | 1990                                                 |                                                      | 6 029                                                | 6 029                                                |
| 1995                                                 | 1995                                                 |                                                      | 6 005                                                | 6 005                                                |
| 2000                                                 | 2000                                                 |                                                      | 5 835                                                | 5 835                                                |
| 2005                                                 | 2005                                                 |                                                      | 5 717                                                | 5 717                                                |
| 2010                                                 | 2010                                                 |                                                      | 5 564                                                | 5 564                                                |
| Джерело: SCB                                         |                                                      |                                                      |                                                      |                                                      |

## Населені пункти
Комуні підпорядковано 3 міські поселення (tätort) та низка сільських, більші з яких:
- Носсебру (Nossebro)
- Ессунга (Essunga)
- Юнслунд (Jonslund)
- Фремместад (Främmestad)
- Фоґлум (Fåglum)

## Міста-побратими
- Комуна Гемседал (Норвегія)

## Галерея

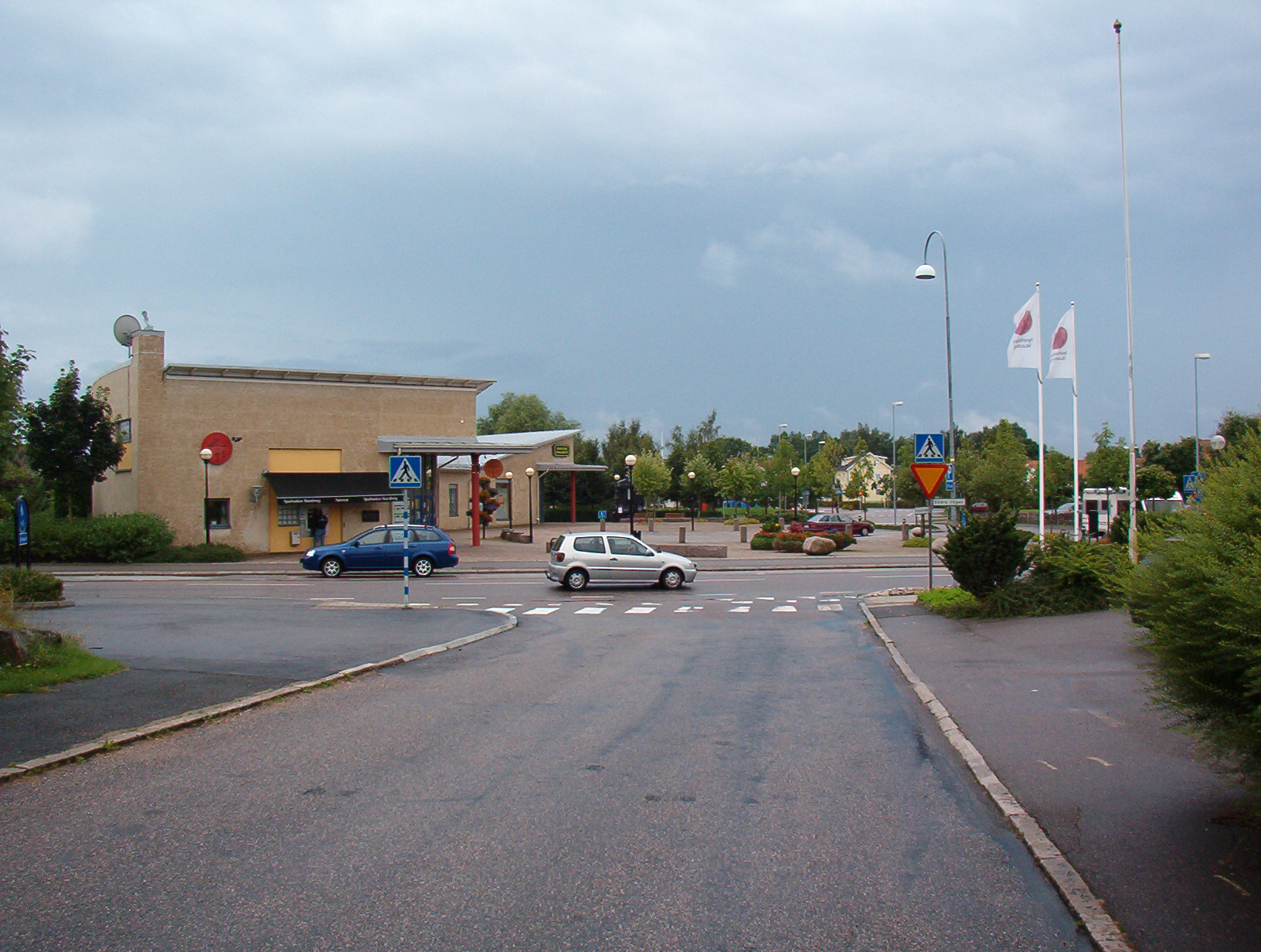
Місто Носсебру
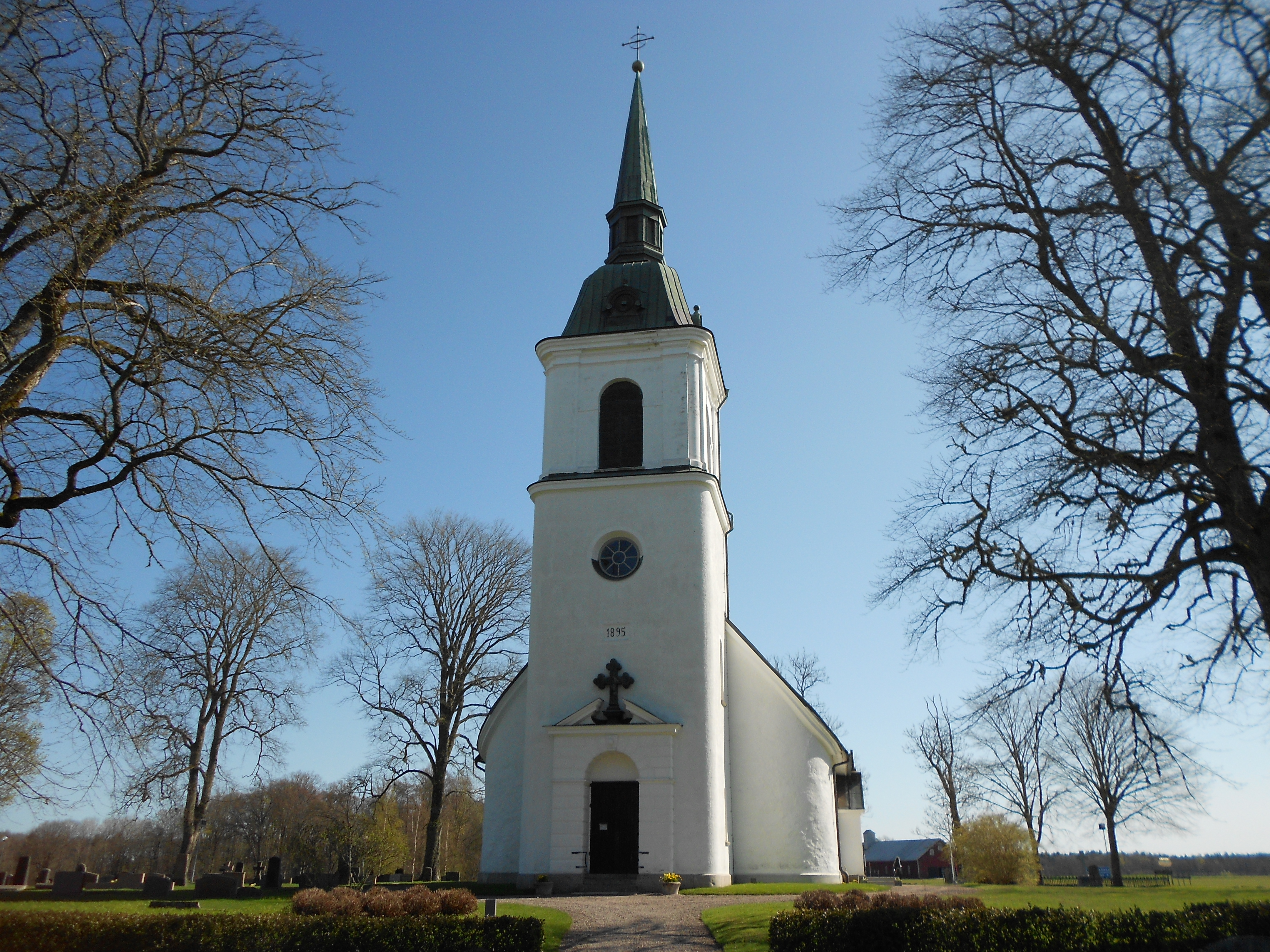
Церква (Фремместад)
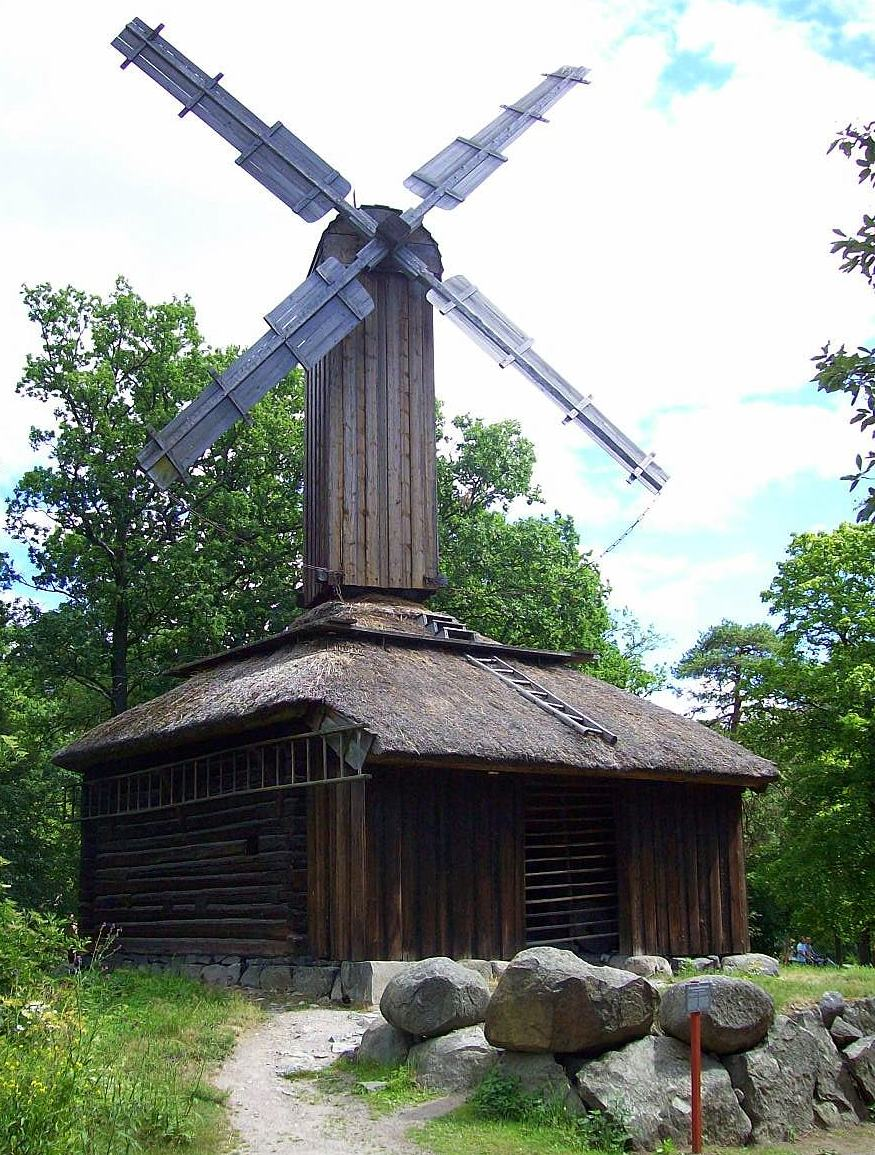
Вітряк із Фремместада (Скансен, Стокгольм)

## Виноски
1. ↑  Folkmangd i riket, lan och kommuner (шв.) . Центральне бюро статистики Швеції. Архів оригіналу за 20 серпня 2013. Процитовано 23 лютого 2013.